# تونی کی
تونی کی (به انگلیسی: Tony Kay) بازیکن فوتبال زادهٔ ۱۳ مه ۱۹۳۷ اهل کشور انگلستان بود که سابقهٔ بازی در تیم ملی فوتبال انگلستان را در کارنامهٔ خود دارد. وی در تاریخ ۵ ژوئن ۱۹۶۳ تنها بازی ملی خود را در مقابل تیم ملی فوتبال سوئیس انجام داد.
این بازیکن توانسته در این بازی ملی، ۱ گل به ثمر برساند.